# Tennis Masters Cup 2008 - Singolare
Il singolare del Tennis Masters Cup 2008 è stato un torneo di tennis facente parte dell'ATP Tour.
Roger Federer era il detentore del titolo, ma non è riuscito a passare il round robin.
Novak Đoković ha battuto in finale 6–1, 7–5, Nikolaj Davydenko.

## Teste di serie
1. Roger Federer (round robin)
2. Novak Đoković (vincitore)
3. Andy Murray (semifinali)
4. Nikolaj Davydenko (finalista)
5. Andy Roddick (round robin, ritirato a causa di un infortunio dopo la prima partita)

1. Jo-Wilfried Tsonga (round robin)
2. Juan Martín del Potro (round robin)
3. Gilles Simon (semifinali)
4. Radek Štěpánek (round robin)

## Tabellone

### Finale
|  | Semifinale | Semifinale        | Semifinale        | Semifinale | Semifinale |  |  | Finale | Finale            | Finale            | Finale | Finale |  |
|  |            |                   |                   |            |            |  |  |        |                   |                   |        |        |  |
|  | 3          | Andy Murray       | Andy Murray       | 5          | 2          |  |  |        |                   |                   |        |        |  |
|  | 4          | Nikolaj Davydenko | Nikolaj Davydenko | 7          | 6          |  |  | 4      | Nikolaj Davydenko | Nikolaj Davydenko | 1      | 5      |  |
|  | 2          | Novak Đoković     | 4                 | 6          | 7          |  |  | 2      | Novak Đoković     | Novak Đoković     | 6      | 7      |  |
|  | 8          | Gilles Simon      | 6                 | 3          | 5          |  |  |        |                   |                   |        |        |  |

### Gruppo rosso
|     |                             | Roger Federer              | Andy Murray                 | Andy Roddick Radek Štěpánek | Gilles Simon            | RR V–P  | Set V–P | Game V–P    | Posizione |
| 1   | Roger Federer               |                            | 6-4, 6(3)–7, 5-7            | 7–6(4), 6–4 (con Štěpánek)  | 6–4, 4–6, 3–6           | 1–2     | 4–4     | 43–44       | 3         |
| 3   | Andy Murray                 | 4-6, 7–6(3), 7-5           |                             | 6–4, 1–6, 6–1 (con Roddick) | 6–4, 6–2                | 3–0     | 6–2     | 43–34       | 1         |
| 5 9 | Andy Roddick Radek Štěpánek | 6(4)–7, 4–6 (con Štěpánek) | 4–6, 6–1, 1–6 (con Roddick) |                             | 1-6, 4-6 (con Stepanek) | 0–1 0–2 | 1–2 0–4 | 11–13 15–25 | X 4       |
| 8   | Gilles Simon                | 4–6, 6–4, 6–3              | 4–6, 2–6                    | 6-1, 6-4 (con Štěpánek)     |                         | 2–1     | 4–3     | 34–30       | 2         |

La classifica viene stilata in base ai seguenti criteri: 1) Numero di vittorie; 2) Numero di partite giocate; 3) Scontri diretti (in caso di due giocatori pari merito ); 4) Percentuale di set vinti o di games vinti (in caso di tre giocatori pari merito ); 5) Decisione della commissione.

### Gruppo oro
|   |                       | Novak Đoković    | Nikolaj Davydenko   | Jo-Wilfried Tsonga  | Juan Martín del Potro | RR V–P | Set V–P | Game V–P | Posizione |
| 2 | Novak Đoković         |                  | 7–6(3), 0–6, 7–5    | 6–1, 5–7, 1–6       | 7–5, 6–3              | 2–1    | 5–3     | 39–39    | 1         |
| 4 | Nikolaj Davydenko     | 6(3)–7, 6–0, 5–7 |                     | 6(6)–7, 6–4, 7–6(0) | 6–3, 6–2              | 2–1    | 5–3     | 48–36    | 2         |
| 6 | Jo-Wilfried Tsonga    | 1–6, 7–5, 6–1    | 7–6(6), 4–6, 6(0)–7 |                     | 6(4)–7, 6(5)–7        | 1–2    | 3–5     | 43–45    | 4         |
| 7 | Juan Martín del Potro | 5–7, 3–6         | 3–6, 2–6            | 7–6(4), 7–6(5)      |                       | 1–2    | 2–4     | 27–37    | 3         |

La classifica viene stilata in base ai seguenti criteri: 1) Numero di vittorie; 2) Numero di partite giocate; 3) Scontri diretti (in caso di due giocatori pari merito ); 4) Percentuale di set vinti o di games vinti (in caso di tre giocatori pari merito ); 5) Decisione della commissione.